# Pan, pan, pan, poireaux pomm' de terre
Pan, pan, pan, poireaux pomm' de terre est une chanson écrite par Boris Vian et composée par Alain Goraguer entre 1955 et 1956, puis largement reprise et diffusée la radio l'année suivante. C'est l'une des premières chansons rédigées pour faire la promotion d'un nouveau produit alimentaire ; elle est qualifiée par Boris Vian de « chanson la plus stupide » lors de sa parution.

## Création
En 1955, Boris Vian et Alain Goraguer écrivent Pan, pan, pan, une chanson qu'ils enregistrent mais qui n'est pas diffusée. L'année suivante, un géant de l'industrie agroalimentaire, qui vend des lessives, des potages et de la margarine, décide de lancer sur le marché un potage en sachet, conditionnement inconnu des Français. Il sollicite l'avis de Maurice Séveno sur la meilleure manière d'en assurer la promotion. Celui-ci lui suggère de lancer une chanson qui ne citerait pas la marque, et après accord de principe, en parle à Boris Vian, qui ressort Pan, pan, pan. Ensemble, ils revoient les paroles, en allongeant le texte, et en insérant à plusieurs reprises des mentions de poireaux et de pommes de terre.
Maurice Chevalier présente la chanson lors de deux soirées en public, le 20 décembre 1956 et le 2 février 1957. Il l'enregistre la même année, tandis que Magali Noël en propose également une version. La chanson est massivement diffusée à la radio, est reprise par de nombreux orchestres de l'époque (Aimable, Jacques Jay et ses joyeux saltimbanques, Ben, Marc Taynor, Claude Bolling, Émile Prud'homme...), qui l'intègrent dans les disques de leurs interprétations. Elle devient ainsi populaire, et fait même l'objet d'une notice chorégraphique pour couple.

## Analyse
L'argument est celui d'une femme très courtisée, enfin séduite par un homme qui lui chante les vertus des deux légumes.
Le refrain de la chanson 

« Pan, pan, pan, (bis)

Poireaux, pomm' de terre,

Pan, pan, pan, (bis)

Pomm' de terre, poireaux »

 est moqué au sein même du texte, qui parle d'un « refrain si surprenant » et de « sornettes solennelles ».

Boris Vian invoque à l'époque son désir de convaincre qu'il est capable de produire autre chose que des textes « trop intellectuels », chose qui lui avait été reprochée, et précise : 

« J'ai fait un pari : j'ai parié que je réussirai à écrire le texte le plus stupide ; je ne sais pas si je l'ai gagné, mais je crois que je suis en bonne voie. »